# Marimba (Angola)
Marimba é uma cidade e município da província de Malanje, em Angola.
Tem 6 040 km² e cerca de 31 mil habitantes. É limitado a norte pelo município de Quihuhu e pela República Democrática do Congo, a leste pelos municípios de Lurembo e Cunda-Dia-Baze, a sul pelo município de Cunda-Dia-Baze, e a oeste pelos municípios de Bange-Angola, Cambo Suinginge e Massango.
O município é constituído pela comuna-sede, correspondente à cidade de Marimba, e pela comuna de Mungando. Até setembro de 2024 seu território continha as comunas de Cabombo e Tembo-Aluma. Enquanto Cabombo passou à jurisdição do novo município de Bange-Angola, Tembo-Aluma perdeu o estatuto de comuna para Mungando, ficando, porém como vila do município de Marimba.